# Saint-Armel (Morbihan)
Saint-Armel é uma comuna francesa na região administrativa da Bretanha, no departamento de Morbihan. Estende-se por uma área de 7,95 km². Em 2010 a comuna tinha 898 habitantes (densidade: 113 hab./km²).